# 희방폭포
희방폭포(喜方瀑布, Huibang Waterfall)는 경상북도 영주시 풍기읍 수철리에 위치한 소백산의 폭포이다. 소백산 연화봉에서 발원하는 희방계곡의 해발 약 700 m 지점에 위치해 있으며, 희방사와 인접해있다. 폭포의 높이는 28 m이다. 영남 지방 최대의 폭포로, 영남 제1의 폭포로 일컬어지기도 한다. 조선시대의 학자인 서거정은 희방폭포에 대해 '하늘에서 내린 꿈 속에서 노니는 곳'이라는 의미인 '천혜몽유처'(天惠夢遊處)라고 평하기도 했다.

## 지질
희방폭포 일대의 지질은 영남 육괴의 [[선캄브리아기] 소백산편마암복합체 미그마타이트질 편마암으로 구성된다. 이 암석은 퇴적암 기원 변성암류 분포 지역의 기반을 형성하던 결정편마암이 화강암화작용의 영향을 받지 못하고 미그마타이트화된 것이다.

## 같이 보기
- 소백산
- 희방사
- 영주시의 지질
- 영남 육괴